# Leigh Ann Robinson
Leigh Ann Robinson (Poway, 17 de agosto de 1986) é uma futebolista estadunidense, que atua como meia. Anteriormente, ela jogou pelo FC Kansas City da National Women's Soccer League, FC Gold Pride, Atlanta Beat e Philadelphia Independence do Women's Professional Soccer (WPS) e somou duas internacionalizações pela seleção nacional feminina de futebol dos Estados Unidos.

## Início de vida
Nascida em Poway, Califórnia, Robinson estudou na Mt. Carmel High School, onde levou seu time a dois campeonatos da liga e dois segundos lugares. Como caloura, ela foi nomeada para a segunda equipe do Palomar League ao vencer o campeonato da seção CIF San Diego. Ela foi nomeada para a segunda equipe do North County e a primeira equipe do Palomar League durante seu segundo ano e ganhou honras do All-North County e da primeira equipe Avocado League em suas temporadas júnior e sênior. Ela também jogou pelas equipes Campeã Nacional de Surf de San Diego em 2003 e Finalista Regional de 2001.

### Universidade de San Diego, 2004–2007
Robinson frequentou a Universidade de San Diego, onde jogou pelos Toreros de 2004 a 2007. Durante sua temporada de caloura, ela foi titular em 17 jogos. Ela foi nomeada para a segunda equipe do All-WCC em sua segunda temporada, antes de ser nomeada para a primeira equipe nas duas temporadas seguintes. Após sua temporada sênior, ela ganhou a seleção All-American do quarto time pela Soccerbuzz Magazine. Robinson disputou 75 dos 81 jogos do time ao longo de sua carreira em San Diego.

## Carreira de jogadora

### Clube

#### Women's Professional Soccer, 2009–2011
Robinson foi selecionado pelo FC Gold Pride durante a sexta rodada (40º no geral) do Draft WPS de 2009 para a temporada inaugural do WPS. Ela marcou seu único gol em sua gestão no WPS em 3 de maio de 2009, em uma vitória em casa por 1 a 0 contra o Sky Blue FC. No final da temporada, Robinson foi considerada superavitária por Albertin Montoya e posteriormente escolhida pelo Atlanta Beat como a primeira escolha geral no Draft de Expansão WPS de 2009.
Robinson assinou com o Atlanta Beat depois de ser selecionado em primeiro lugar geral no Draft de Expansão WPS de 2009, em preparação para a temporada de 2010. Ela fez 24 partidas pelo Beat, com 21 partidas, totalizando 1.972 minutos.
Em 2011, Robinson jogou pelo Philadelphia Independence. Ela foi titular em todas as 19 partidas e jogou um total de 1.740 minutos. Ela assinou novamente com o Independence para a temporada de 2012; no entanto, a WPS suspendeu as operações antes do início da temporada.

#### NWSL: FC Kansas City, 2013–2015
Em fevereiro de 2013, Robinson assinou com o FC Kansas City para a temporada inaugural da NWSL. Durante a primeira derrota do time na temporada regular, Robinson deu assistência no único gol de Kansas City contra o Western New York Flash. Ela ficou em terceiro lugar na votação para Defensora do Ano da NWSL, atrás de Becky Sauerbrunn e Christie Rampone na temporada de 2013.
Ela se aposentou no final da temporada de 2015.